# Asilus argyrocnemus
Asilus argyrocnemus är en tvåvingeart som först beskrevs av Lichtenstein 1796.  Asilus argyrocnemus ingår i släktet Asilus och familjen rovflugor. Inga underarter finns listade i Catalogue of Life.